# Alamo (Texas)
Pour les articles homonymes, voir Alamo.
Álamo est une ville des États-Unis appartenant au comté de Hidalgo de l’État du Texas. Sa superficie est de 14,8 km2 et sa population de 18 350 habitants. 